# 坌达延
坌达延（藏語：འབོན་་ད་རྒྱལ།，威利转写：bon-da-rgyal，?—?），即坌达延墀松，吐谷浑（ཨ་ཞ་）王、吐蕃大臣。
坌达延是吐谷浑王子，为吐蕃赞普外甥。吐谷浑可汗与吐蕃公主所生。“坌”（འབོན་）是“外甥”之意，其地位居吐蕃诸小邦国王之首，也位居诸大臣之上。
663年，吐谷浑国被吐蕃灭亡后，坌达延以吐谷浑王子、赞普外甥的身分受到重用。675年，向吐蕃赞普献金鼎。687年，与努布·芒辗细赞等于“桑松园”集会议盟。688年，仍参与吐蕃的集会议盟。当时，噶尔氏兄弟专擅朝政，坌达延于是辅佐赤都松赞翦除噶尔氏家族。赤德祖赞年幼时坌达延入朝辅政。在辅政期间，多次与大论乞力徐、尚赞咄主持朝臣集会议盟，主持清查户籍、征收赋税。714年，致书唐朝宰相姚崇，请于河源载盟文定边境，被唐朝认可。没有等到定盟，他突然率兵十万袭临洮，攻兰州、渭州，激怒唐玄宗。在武街之战被唐朝陇右防御使薛讷、将军王晙等部率军合击，吐蕃大败。727年，坌达延墀松在吐蕃担任大论、参政。